# Bahnstrecke Pünderich–Traben-Trarbach
| Karte der Bahnstrecke Pünderich–Traben-Trarbach |                      |                                  |                                  |
| Streckennummer (DB): | 3112                 |                                  |                                  |
| Kursbuchstrecke (DB): | 691                  |                                  |                                  |
| Kursbuchstrecke: | 263d (1946)          |                                  |                                  |
| Streckenlänge: | 10,4 km              |                                  |                                  |
| Spurweite: | 1435 mm (Normalspur) |                                  |                                  |
| Streckenklasse: | CE                   |                                  |                                  |
| Streckengeschwindigkeit: | 60 km/h              |                                  |                                  |
| Zugbeeinflussung: | PZB                  |                                  |                                  |
| |                      |                                  |                                  |
| \| \| \| von Koblenz \| \| \| \| 0,188 \| Pünderich DB (Abzw; ehem. Pbf) \| Pünderich DB (Abzw; ehem. Pbf) \| \| \| \| nach Trier \| \| \| \| 1,540 \| Reil DB (ehem. Bf) \| Reil DB (ehem. Bf) \| \| \| 3,400 \| Burg (Mosel) \| Burg (Mosel) \| \| \| 6,800 \| Kövenig \| Kövenig \| \| \| \| Traben-Trarbach Schule (geplant) \| \| \| \| 10,501 \| Traben-Trarbach DB (neu) \| Traben-Trarbach DB (neu) \| \| \| 10,600 \| Traben-Trarbach DB (alt) \| Traben-Trarbach DB (alt) \| \| \| \| \| \| \| Quellen: [1][2] \| \| \| \| |                      |                                  |                                  |
| Strecke |                      | von Koblenz                      | von Koblenz                      |
| Blockstelle | 0,188                | Pünderich DB (Abzw; ehem. Pbf)   | Pünderich DB (Abzw; ehem. Pbf)   |
| Abzweig geradeaus und nach rechts |                      | nach Trier                       | nach Trier                       |
| Haltepunkt / Haltestelle | 1,540                | Reil DB (ehem. Bf)               | Reil DB (ehem. Bf)               |
| ehemaliger Haltepunkt / Haltestelle | 3,400                | Burg (Mosel)                     | Burg (Mosel)                     |
| Haltepunkt / Haltestelle | 6,800                | Kövenig                          | Kövenig                          |
| ehemaliger Haltepunkt / Haltestelle |                      | Traben-Trarbach Schule (geplant) | Traben-Trarbach Schule (geplant) |
| Kopfbahnhof Strecke ab hier außer Betrieb | 10,501               | Traben-Trarbach DB (neu)         | Traben-Trarbach DB (neu)         |
| Kopfbahnhof Streckenende (Strecke außer Betrieb) | 10,600               | Traben-Trarbach DB (alt)         | Traben-Trarbach DB (alt)         |
| |                      |                                  |                                  |
| Quellen: |                      |                                  |                                  |

Die Bahnstrecke Pünderich–Traben-Trarbach ist eine Nebenbahn im Tal der Mittelmosel, die den Winzerort Traben-Trarbach mit Pünderich an der Moselstrecke verbindet.
Auf der Strecke verkehrt die Regionalbahn-Linie RB 85, deren Bezeichnung Moselweinbahn keinen historischen Ursprung hat, sondern ein Neologismus ist. Betrieben wird sie von Transdev im Auftrag des Zweckverbandes SPNV Nord, die Züge verkehren nach dem Rheinland-Pfalz-Takt täglich im Stundentakt.  

## Lage
Die rund 10 Kilometer lange Strecke liegt in Rheinland-Pfalz im Moseltal, ist eingleisig und nicht elektrifiziert. Die Strecke beginnt  in Pünderich. Der Bahnhof konnte aufgrund seiner sehr abgelegenen Lage nie ein bedeutendes Fahrgastaufkommen aufweisen, sodass er nicht mehr im Personenverkehr bedient wird und heute nur noch eine Abzweigstelle ist. Die nächste Bahnstation an der Moselstrecke ist der etwa 2 Kilometer entfernte Bahnhof Bullay (DB).
Nach 1,5 Kilometern folgt der Haltepunkt Reil. Es folgt die enge Ortsdurchfahrt mit dem Haltepunkt Kövenig, der über zwei Bahnsteige verfügt, wobei jeweils am in Fahrtrichtung hinter dem Bahnübergang gelegenen Bahnsteig gehalten wird. Von Kövenig verkehrt in den Sommermonaten eine Personenfähre ins gegenüberliegende Enkirch.
Am ehemaligen Streckenende bei Streckenkilometer 10,6 lag der alte Kopfbahnhof von Traben-Trarbach. Dieser ist rund zweihundert Meter zurückverlegt worden.

## Geschichte

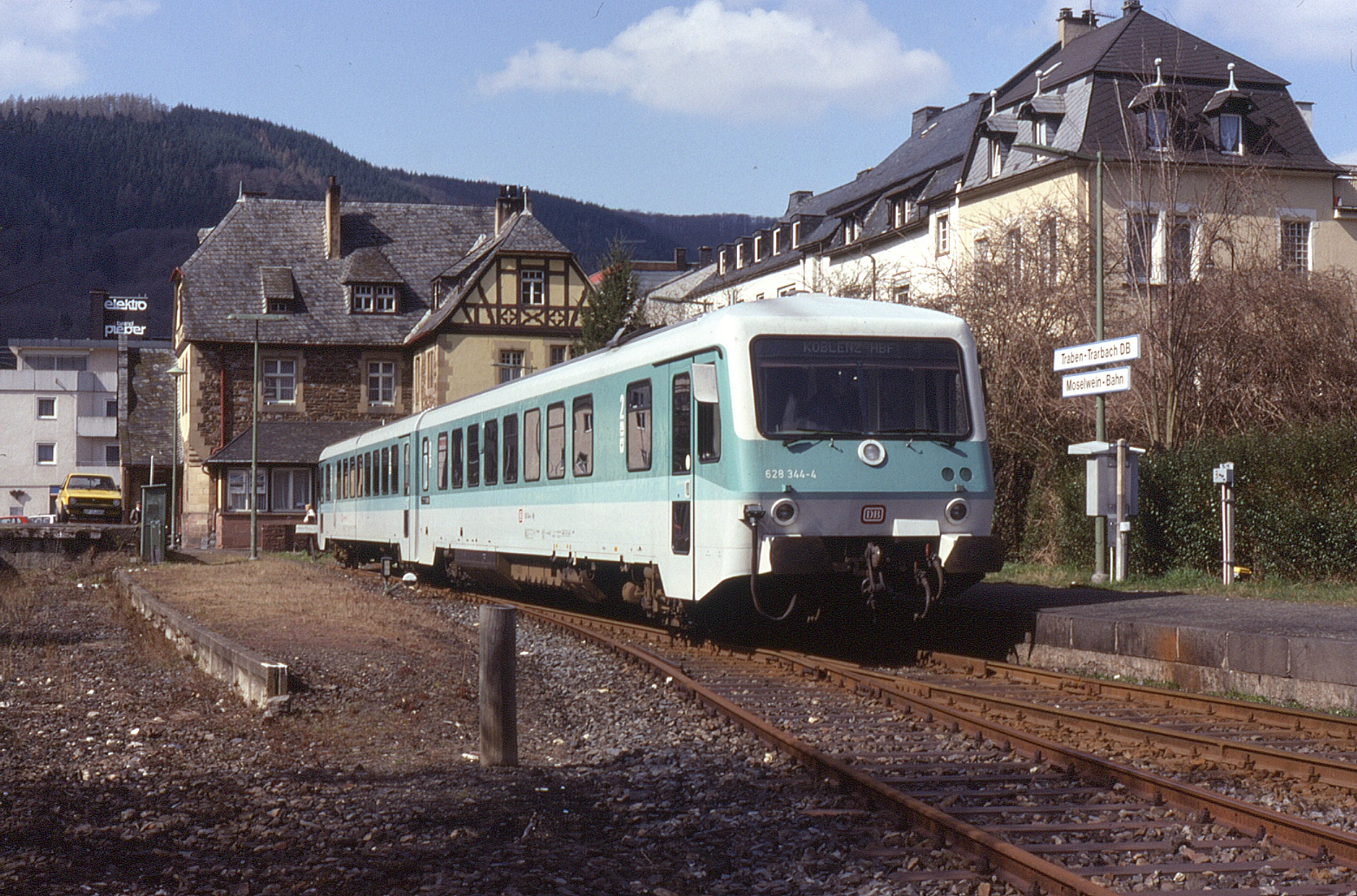
Triebwagen der Baureihe 628.2 im alten Kopfbahnhof von Traben-Trarbach, 1993

Da die 1879 eröffnete Moselstrecke von Koblenz nach Trier südlich von Bullay das Tal der Mosel verlässt und die hier gelegenen Orte keinen direkten Bahnanschluss besaßen, kamen Überlegungen auf, die damals noch nicht vereinigten Orte Traben und Trarbach durch eine Nebenbahn an das Eisenbahnnetz anzuschließen. Im Jahre 1880 wurde eine Konzession zum Bau der Strecke erteilt, die dann am 21. März 1883 eröffnet werden konnte.
In den 1980er Jahren war die Bahnstrecke aufgrund sinkender Fahrgastzahlen von der Stilllegung bedroht. Es wurden seinerzeit fast ausschließlich veraltete Uerdinger Schienenbusse der Baureihen 795 (einmotorig) und 798 (zweimotorig) eingesetzt.
Erst mit der Einführung eines Stundentaktes und dem Einsatz neuer Fahrzeuge – eingesetzt wurden nun Dieseltriebwagen der Baureihen 628.2 und 628.4, sowie vorübergehend zwei Doppelstocktriebwagen der Baureihe 670.0 – konnte der Abwärtstrend gestoppt und die Fahrgastzahlen wieder deutlich erhöht werden.
Der Kopfbahnhof in Traben-Trarbach mit seinen vielen Gütergleisen wurde nach der Einstellung des Güterverkehrs stillgelegt und durch einen neuen Bahnhof zweihundert Meter weiter östlich ersetzt. Auf den abgebauten Gleisflächen befinden sich heute ein großer Busbahnhof sowie ein Einkaufszentrum. Der neue Kopfbahnhof wurde nach der Stilllegung des Ausweichgleises mittlerweile betrieblich zum Haltepunkt herabgestuft.

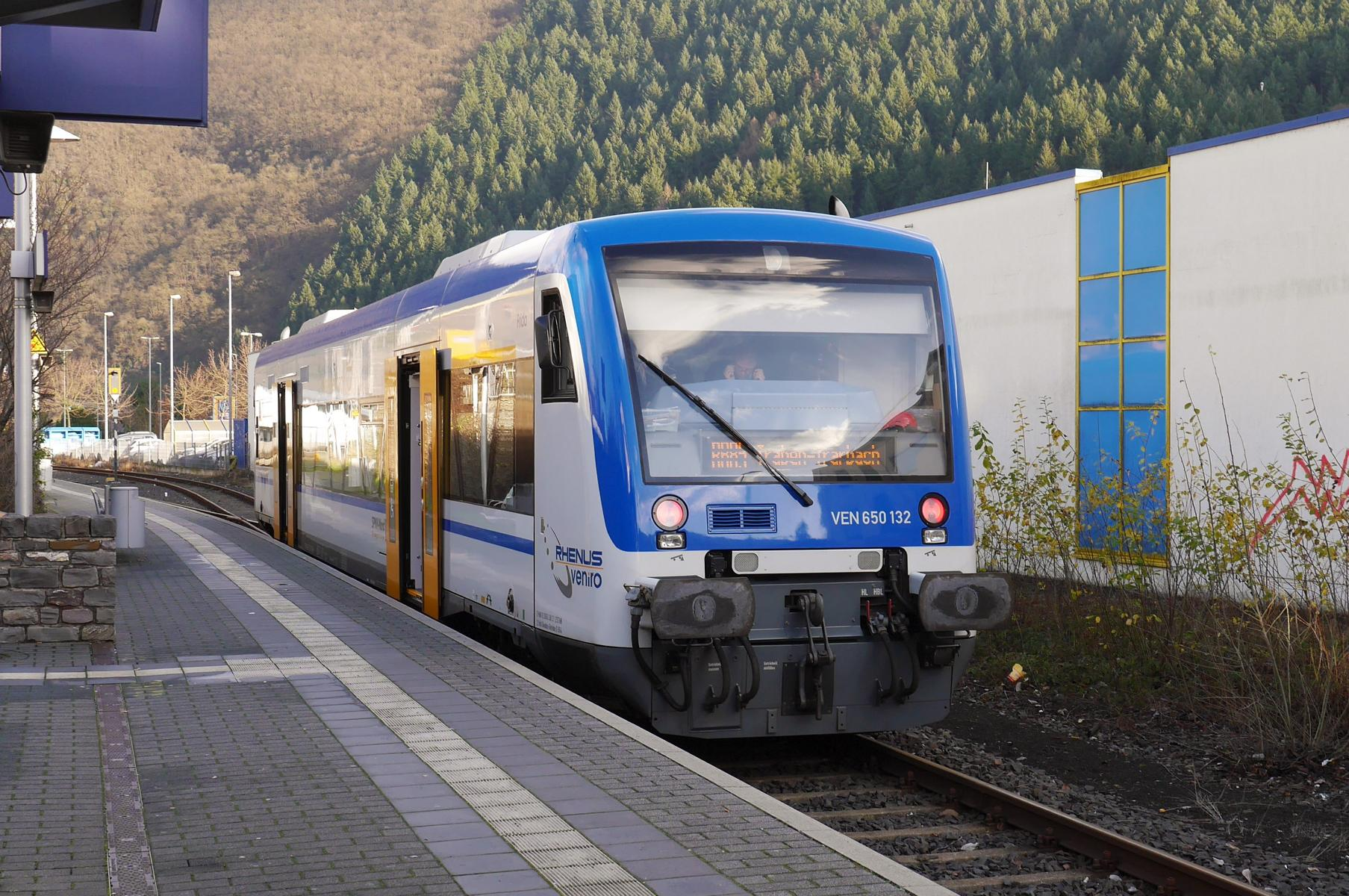
Stadler Regio-Shuttle von Rhenus Veniro in Traben-Trarbach

Für einige Jahre wurde die Moselweinbahn im Schienenpersonennahverkehr durch trans regio aus Kaiserslautern betrieben, welche die Leistungen aber nach einer erneuten Ausschreibung an DB Regio Südwest abgeben musste. Diese bediente die Strecke anschließend als Regionalbahn-Linie RB 94 im Stundentakt mit vergleichsweise alten Dieseltriebwagen der Baureihe 628.4. Zum Fahrplanwechsel im Dezember 2014 wechselte die Strecke dann erneut den Betreiber. Mit Rhenus Veniro, das heute als Transdev firmiert, kehrten die bereits von trans regio bekannten Fahrzeuge vom Typ Regio-Shuttle RS1 zurück. Seitdem verkehrt hier die Regionalbahn-Linie RB 85.
Die meisten Fahrgäste der Bahnstrecke sind heute Touristen, häufig Wanderer und Radfahrer. Der Berufs- und Schülerverkehr spielt nur eine untergeordnete Rolle. Der Güterverkehr war nie von großer Bedeutung gewesen, er wurde Anfang der 1990er Jahre endgültig eingestellt. Es wurden vorwiegend Holz, Stückgut, Wein (in Kesselwagen) sowie Produkte und Bedarf der Landwirtschaft für das Lager der örtlichen Raiffeisengenossenschaft transportiert.

### Planungen
Es ist geplant, die Moselweinbahn zu elektrifizieren und eine durchgehende Verbindung bis nach Koblenz zu schaffen. Dies sollte im Rahmen des Projektes Rheinland-Pfalz-Takt 2015 verwirklicht werden, wurde jedoch nicht umgesetzt. Eine Elektrifizierung ist nunmehr bis Dezember 2029 zur Betriebsaufnahme der dritten Stufe des Vergabeverfahrens MoselLux geplant. Die stündlichen Züge des neuen Betreibers DB Regio sollen ab Bullay abwechselnd nach Koblenz und Trier weiterfahren. Erste Planungsleistungen wurden bereits vergeben.
In Traben-Trarbach ist die Errichtung eines weiteren Bahnhaltepunkts Traben-Trarbach Schule geplant.

## Tarif
Aufgrund der Lage im Landkreis Bernkastel-Wittlich gilt auf der Bahnstrecke Pünderich–Traben-Trarbach der Tarif des Verkehrsverbunds Region Trier (VRT). Seit dem Fahrplanwechsel am 14. Dezember 2014 wird zusätzlich der Tarif des Verkehrsverbunds Rhein-Mosel (VRM) angewandt, sofern der Start- oder Zielort der Fahrt im VRM-Gebiet liegt. Somit sind auch Fahrkarten für das VRM-Gesamtnetz gültig.
Für Fahrten aus dem VRT- und VRM-Gebiet heraus gilt der Deutschlandtarif.